# 斯坦利·鲍德温
斯坦利·鲍德温，第一代布由德利的鮑德溫伯爵，KG，PC（英語：Stanley Baldwin, 1st Earl Baldwin of Bewdley，1867年8月3日—1947年12月14日），英國保守黨政治家，曾經出任財政大臣及三任英國首相。

## 生平

### 早年生涯
鮑德溫在1867年8月3日生於英格蘭烏斯特郡布由德利下公園的下公園宅第（Lower Park House），父親名叫艾爾弗雷德·鮑德溫（Alfred Baldwin，1841年—1908年）。早年先後就讀於哈羅公學和劍橋大學三一學院。並在大學修讀歷史。畢業後，鮑德溫投身於家族生意，並在1892年9月12日與露西·里茲代爾結婚，兩人生有4名女兒和3名兒子（其中一名夭折）。
在1906年大選中，鮑德溫首次參與國會選舉，出選基德明斯特選區。但由於當時保守黨在自由貿易的議題上出現內部糾紛，以致保守黨在當年大選中大敗，連帶鮑德溫也未能成功當選。兩年後，鮑德溫的父親去世，而他的父親生前是代表布由德利選區的國會議員，鮑德溫於是趁機會參與補選，並成功當選，繼承父親的席位，從此進入下議院。

### 國會生涯
在第一次世界大戰期間，鮑德溫成為了時任保守黨黨魁安德魯·博納·勞的國會私人秘書，在1917年他又獲委任為官階不高的財政部財務秘書（Financial Secretary to the Treasury）。在財政部財務秘書任內，他致力鼓勵富裕的人自願捐錢給國家，好讓英國在大戰後有能力償還戰債，當中，他更曾經以「FST」（即「財政部財務秘書」之英文簡寫）的名義，在《泰晤士報》撰文。至於他本人也以身作則，捐出自己家當的1/5，以解國家之困。在1921年，鮑德溫獲擢升為貿易委員會主席。
在1922年下半年，當時保守黨黨內對自由黨首相戴維·勞合·喬治的不滿不斷升溫，不少黨員亦要求保守黨應退出與自由黨所組成的聯合政府。期間，保守黨黨員曾在是年10月，於卡爾頓會舉行了一次會議，在會上，鮑德溫聲言他不再支持聯合政府，更譴責勞合·喬治是一股「強大的動力」，將為整個政壇帶來破壞。縱使保守黨黨內大部份的領導人都不願意退出聯合內閣，但在激進派的促使下，是次會議到最後仍然決定保守黨退出聯合政府。結果，聯合政府不久即因為保守黨的退出而垮台，由安德魯·博納·勞出任英國首相，並且第二度出任保守黨黨魁。在組閣的時候，博納·勞希望有新血加入內閣，於是就委任了鮑德溫為財政大臣。到同年11月，英國舉行了1922年大選，保守黨重新在選舉中取得了多數優勢。

### 出任首相

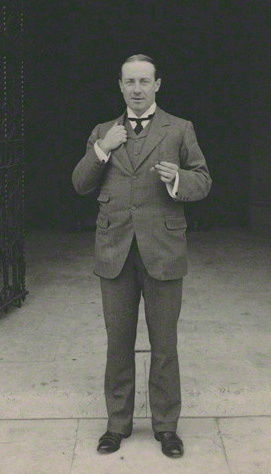
斯坦利·鮑德溫

1923年5月，博納·勞證實患上癌症，而且是絕症，於是他決定辭去首相一職。由於當時保守黨主要的元老都身在內閣以外，因此就只有兩位合適的人選，分別是時任外務大臣寇松勳爵和鮑德溫。按照慣例，首相人選應由喬治五世親自欽定，但背後卻是要先聽從重臣元老，如亚瑟·贝尔福等的意見。當時不少保守黨黨員不希望由寇松勳爵接任首相。首先，寇松勳爵屬上議院議院，與首相之身份有所不符（這種考慮並不代表凡是貴族便不可任相）；其次他對國內事務缺乏經驗，而且部份人認為他為人討厭；第三，寇松勳爵具有貴族背景，但保守黨在當時卻正設法隱去其貴族色彩。
最終，英皇選擇了以鮑德溫擔任首相，並在1923年5月23日履新。在任首相之初，鮑德溫仍然兼任財相一職。他曾經拉攏自由黨前财政大臣雷金纳德·麦克纳到他的內閣出任财政大臣，但是失敗。結果他在同年8月委任內維爾·張伯倫為財相。
鮑德溫上任首相之時，保守黨在下議院佔有明顯的多數優勢，可確保其政府能執政最多5年，才需要再次舉行大選。但是前任首相博納·勞在在上次大選時曾經各國民許下諾言，指保守黨政府一日不再舉行大選，一日也不會引入關稅。對鮑德溫而言，面對國內失業率日益上升，自由貿易又帶動入口貨品的價格下降，削弱本土貨品的競爭力，因此他的政府是有必要引入關稅的。結果，鮑德溫決定提前在1923年12月舉行大選，以期儘早為英國引入保護性關稅，減低失業率。雖然鮑德溫此舉重新消弭了保守黨黨內的矛盾，但是次大選卻反映國民對實施關稅一事出現分歧。在大選後，保守黨在下院只餘258席，工黨得191席，而自由黨亦得159席。保守黨雖然仍在下院佔有多數，但已經失去了多數優勢。明顯地，保守黨在推銷關稅一事上大大拖累了選情。
1923年大選完結後出現懸峙國會，鮑德溫仍然留任首相至1924年1月的新一屆國會開幕大典。及後其政府因為不信任動議獲通過而垮台，鮑德溫也隨之辭去首相一職。
鮑德溫第一任政府垮台後，工黨的拉姆齊·麥克唐納在1924年1月22日出任首相，在自由黨支持下組建一個不穩的弱勢少數政府。這個英國歷史上的第一個工黨政府，僅僅存活了10個月便宣告垮台，於是英國在1924年10月再次舉行大選。保守黨在這次選舉中重新得到了壓倒性的勝利，憑藉著自由黨的急速衰敗，成功在下議院得到了223席的多數優勢，並由鮑德溫於同年11月4日第二度出任首相，這次任期鮑德溫委任溫斯頓·邱吉爾為財相。在他第二次任首期間，國內發生了1926年全國大罷工，期間鮑德溫設法維持全國的基本公共服務，又表明除非工會放棄罷工，否則堅決拒絕進行任何談判。雖然他的政府未有因此垮台，但罷工仍然對全國構成了沉重的破壞。
鮑德溫上任後不久，便委託了韋爾勳爵（Lord Weir）擔任委員會主席，以「評估全國電力供應的問題」。韋爾勳爵在1925年5月14日發表了委員會報告，報告建議英國應設立中央電力委員會，屬於政府獨佔性質，而委員會之經費將由英國政府和地方電力企業共同承擔。鮑德溫接納了韋爾勳爵的建議，並在1926年年尾制定了相關的法律。中央電力委員會之設立是一個正確的決定，到了1929年，全國電力供應上升了4倍，但營運開支卻不增反減。至於用電者的數量亦由1926年的75萬，大幅增加至1929年的9百萬人。
1929年大選，保守黨雖然取得最多選票，但議席不及工黨，工黨再次上台，組建少數政府，處處受保守黨牽制，由於經濟大蕭條，1931年，時任工黨首相麥克唐納不得不與鮑德溫和保守黨合作，組成聯合政府。麥克唐納因為之決定，使他被工黨開除黨籍，而他的聯合內閣中更充斥保守黨人，同年大選，保守黨在這次選舉中重新得到了壓倒性的勝利，在國會取得壓倒多數（615席中的470席，連同其他聯合政府成員合共554席），保守黨完全主導聯合政府。此外，麥克唐納之精神狀況大不如前，加上保守黨在國會取得壓倒多數，因此時任樞密院議長的鮑德溫才是聯合政府內真正的實權領袖。1935年麥克唐納被迫下台，鮑德溫遂第三度擔任首相，當時他已經67歲，上任不久，其政府即通過了極富爭議性的《1935年印度政府法案》。
早在1932年，鮑德溫已預視到歐洲大陸極權主義之冒升，當時他在下議院曾發言道：「轟炸機總有一天會到來，而唯一的防範就是進攻。」另外在工黨猛烈反對下，鮑德溫亦展開了一系列的重整軍備計劃，又對英國皇家空軍進行重組和擴張。在1935年至1937年，即鮑德溫第三度任首相期間，面對歐洲政局日益不明朗，他未有加以制止納粹德國違約擴軍而遭受廣泛的譴責，後來更有不少人認為他要為第二次世界大戰之爆發負責。與此同時，鮑德溫任內又爆發了英皇愛德華八世的退位風波，在退位風波完滿解決後，他決定在新任君主喬治六世舉行登基大典後提早退休，結束14年執政。退休後，鮑德溫在1937年6月8日獲冊立為布由德利的鮑德溫伯爵。

### 晚年
鮑德溫退休後沒有再活躍於政壇，隨著親密盟友、其接班人內維爾·張伯倫1940年去世，鲍德温同樣被輿論認定他在戰前是綏靖政策的支持者，這使他在二戰期間和戰後都變得不受歡迎。而曾於其首相任內擔任英國財政大臣的溫斯頓·邱吉爾擔任戰時首相期間，亦只曾一次向鲍德温徵詢意見，希望他就英國應否與正在保持中立的愛爾蘭自由邦加強合作發表意見（鮑德溫的意見是不應加強合作）。鮑德溫在1930年起出任劍橋大學校監至逝世為止。

### 去世
1945年6月，鮑德溫的妻子去世，他本人也患上了關節炎，要倚靠手杖走路。1947年10月，鮑德溫最後一次出席公眾場合，在倫敦為一尊喬治五世的雕像主持揭幕儀式，其時鮑德溫已經耳聾，面對在場群眾歡呼歡迎，他卻向旁人問到：「他們是不是在噓我？」12月14日，鮑德溫在烏斯特郡附近，塞弗恩河畔斯陶爾波特的阿斯特利堂（Astley Hall）安睡時去世，享年80歲，遺體火化後安葬於烏斯特大教堂。其宅第在遺囑中估值280,971英鎊。

## 身後評價
鮑德溫是一國保守主義者。1937年退休的時候，他獲得了不少的稱頌。但第二次世界大戰貶抑了他的公眾形象。鮑德溫連同張伯倫與麥克唐納三任首相，常被認為要對英國在1939年大戰爆發之前，未及有充足的軍事準備負責。而鮑德溫的辯護者卻指出，他一向走溫和路線，因此沒有全國一致的共識，都不應推行激進的軍事重整計劃。而事實上，當時不論英國、法國還是美國，本身高舉和平主義的綏靖政策大行其道。
不過對邱吉爾而言，他卻認為鮑德溫難辭其咎。他堅信鮑德溫執政十多年對納粹德國採取安撫的態度，促使希特拉認為，英國一日不受到攻擊，一日也不會戰鬥。邱吉爾雖然對其前任內維爾·張伯倫等政治對手以寬宏大量對待，不過對鮑德溫卻不留情面。在鮑德溫1947年80大壽的時候，邱吉爾拒絕寄送賀卡，更說到：「我希望他早日康復，但他沒有在世上存在過會更好。」

## 榮譽
- 樞密院顧問官 （1920年）
- 嘉德勳爵士 （1937年5月29日）

## 雜記
- 鲍德温是著名作家拉迪亞德·吉卜林的表弟。
- 鮑德溫的兒子奧利弗·鮑德溫是工黨國會議員。
- 鮑德溫是迄今最後一位在劍橋大學受教的英國首相[2]。
- 鮑德溫曾說過：「世上有三種物種比任何東西都更需要避難所——雀鳥、野花和首相。」

## 第一届内阁，1923年5月 - 1924年1月
- 斯坦利·鲍德温 – 首相、财政大臣和下议院领袖
- 凯夫勋爵（Lord Cave） – 上议院大法官
- 索尔兹伯里勋爵 – 枢密院议长
- 罗伯特·塞西尔勋爵 – 掌玺大臣 (1923年12月28日成为切尔伍德的塞西尔子爵[3])
- 威廉·克莱夫·布里奇曼 – 内政大臣
- 凯德尔斯顿的寇松勋爵 – 外交事务大臣和上议院领袖
- 德文郡公爵 – 殖民地大臣
- 德比勋爵 – 陆军大臣
- 皮尔勋爵 – 印度大臣
- 塞缪尔·霍尔爵士 – 空军大臣
- 诺瓦尔勋爵 – 苏格兰秘书
- 莱奥·艾默里 – 第一海军大臣
- 菲利普·劳埃德-格雷姆爵士 – 贸易委员会主席（贸易大臣）
- 罗伯特·桑德斯爵士 – 农业大臣
- 爱德华·弗雷德里克·林德利·伍德 – 教育委员会主席（教育大臣）
- 安德森·蒙塔古-巴洛爵士 – 劳工大臣
- 内维尔·张伯伦 – 健康大臣
- 威廉·乔因森-希克斯爵士 – 国库大臣
- 莱明·沃辛顿-埃文斯爵士 – 邮政大臣

### 更换
- 1923年8月 – 内维尔·张伯伦接替鲍德温首相任财政大臣。威廉·乔因森-希克斯爵士接替张伯伦任健康大臣。国库大臣一职空白。

## 第二届内阁，1924年11月 - 1929年6月
- 斯坦利·鲍德温 – 首相和下议院领袖
- 凯夫勋爵（Lord Cave） – 上议院大法官
- 凯德尔斯顿的寇松勋爵 – 外交事务大臣和上议院领袖
- 索尔兹伯里勋爵 – 枢密院议长
- 温斯顿·丘吉尔 – 财政大臣
- 威廉·乔因森-希克斯爵士 – 内政大臣
- 奥斯丁·张伯伦爵士 – 外交大臣和下议院副领袖
- 莱奥·艾默里 – 殖民地大臣
- 莱明·沃辛顿-埃文斯爵士 – 陆军大臣
- 伯肯黑德勋爵 – 印度大臣
- 塞缪尔·霍尔爵士 – 空军大臣
- 约翰·吉尔摩爵士 – 苏格兰秘书
- 威廉·克莱夫·布里奇曼 – 第一海军大臣
- 切尔伍德的塞西尔勋爵 – 兰开斯特公爵领地大臣
- 菲利普·劳埃德-格雷姆爵士 – 贸易委员会主席（贸易大臣）
- 爱德华·弗雷德里克·林德利·伍德 – 农业大臣
- 尤斯塔斯·珀西勋爵 – 教育委员会主席（教育大臣）
- 皮尔勋爵 – 首席工程专员
- 亚瑟·斯蒂尔-梅特兰爵士 – 劳工大臣
- 内维尔·张伯伦 – 健康大臣
- 道格拉斯·霍格爵士 – 总检察长

### 更替
- 1925年4月 – 寇松勋爵去世，贝尔福勋爵接任外相。索尔兹伯里勋爵成为上议院的新领袖，兼任掌玺大臣.
- 1925年6月 – 成立统治事务部，由莱奥·艾默里任统治事务大臣，兼殖民地大臣。
- 1925年11月 – 沃尔特·吉尼斯接替E.F.L.伍德为农业大臣。
- 1926年7月 – 苏格兰秘书升级为苏格兰大臣。
- 1927年10月 – 柯兴登勋爵接替塞西尔勋爵为兰开斯特公爵领地大臣
- 1928年3月 – 黑尔什姆勋爵（道格拉斯·霍格爵士）接替凯夫勋爵为大法官。其总检察长一职空白。
- 1928年10月 – 皮尔勋爵接替伯肯黑德勋爵为印度大臣。伦敦德里勋爵接替皮尔为首席公共工程专员

## 第三届内阁，1935年6月 - 1937年5月
- 斯坦利·鲍德温 – 首相和下议院领袖
- 黑尔什姆勋爵 – 上议院大法官
- 拉姆齐·麦克唐纳 – 枢密院议长
- 伦敦德里勋爵 – 掌玺大臣和上议院领袖
- 内维尔·张伯伦 – 财政大臣
- 约翰·西蒙爵士 – 内政大臣和下议院副领袖
- 塞缪尔·霍尔爵士 – 外交大臣
- 马尔科姆·麦克唐纳 – 殖民地大臣
- 詹姆斯·亨利·托马斯 – 自治领事务大臣
- 哈利法克斯勋爵 – 陆军大臣
- 塞特兰勋爵 – 印度大臣
- 斯温顿勋爵 – 空军大臣
- 戈弗雷·柯林斯爵士 – 苏格兰大臣
- 博尔顿·艾尔斯-蒙塞尔 – 第一海军大臣
- 沃尔特·伦西曼 – 贸易委员会主席（贸易大臣）
- 沃尔特·艾略特 –农业大臣
- 奥利弗·斯坦利 – 教育委员会主席（教育大臣）
- 欧内斯特·布朗 – 劳工大臣
- 金斯利·伍德爵士 – 健康大臣
- 威廉·奥姆斯比-戈尔 – 首席工程专员
- 安东尼·艾登 – 不管部大臣，负责国际联盟事务
- 尤斯塔斯·珀西勋爵 – 不管部大臣，负责政府政策

### 更替
- 1935年11月 – 马尔科姆·麦克唐纳接替詹姆斯·亨利·托马斯为自治领事务大臣. 托马斯则转任麦克唐纳的殖民地大臣. 哈利法克斯勋爵接替伦敦德里勋爵为 掌玺大臣和上议院领袖. 达夫·库珀接替哈利法克斯勋爵为陆军大臣. 菲利普·坎利夫-李斯特受封为斯温顿子爵，博尔顿·艾尔斯-蒙塞尔受封为蒙塞尔子爵.
- 1935年12月 - 安东尼·艾登接替塞缪尔·霍尔爵士为外交大臣兼不管部大臣.
- 1936年3月 – 托马斯·因斯基普爵士进入内阁任国防协调大臣. 尤斯塔斯·珀西勋爵退出内阁.
- 1936年5月 –威廉·奥姆斯比-戈尔接替J.H.托马斯为殖民地大臣. 斯坦霍普勋爵接替奥姆斯比-戈尔为首席工程专员.
- 1936年6月 – 塞缪尔·霍尔爵士接替蒙塞尔子爵为第一海军大臣.
- 1936年10月 – 沃尔特·艾略特接替柯林斯为苏格兰大臣. 威廉·谢菲尔德·莫里森接替艾略特为农业大臣. 莱斯利·霍尔-贝利沙进入内阁任交通大臣.